# Na terapiji (TV-serija)
Na terapiji je prva  slovenska dramska televizijska serija, ki jo izvirno predvaja POP BRIO. Vsaka epizoda traja 25 minut. Režiser serije je Nejc Pohar. Serija se osredotoča na svet psihoterapije, gledalci spoznajo pet različnih primerov, življenjskih zgodb, ki se skozi dialog odvijajo, rešujejo in zapletajo hkrati. Predvajati se je začela 26. septembra 2011 na plačljivi televiziji POP BRIO, prva sezona pa se je končala 25. novembra 2011.

Prvič je serija na brezplačno slovensko televizijo prišla v ponedeljek, 1. oktobra 2012, ob 22:30, na POP TV. Na sporedu je bila od ponedeljka do četrtka okoli 22:30 in v petek okoli 23:20. Prva sezona se je iztekla 30. novembra 2012. 

## Original
Serija je povzeta po originalni izraelski seriji imenovani "BeTipul", ki se je začela predvajati leta 2005. Ustvaril jo je Hagai Levi, izraelski režiser, pisec, producent, kritik in urednik. Scenarij je Levi je napisal v sodelovanju s svojim prijateljem psihoterapevtom Orijem Sivanom in Nirom Bergmanom. Serijo je odkupila izraelska televizija HOT, bila je tako uspešna, da so jo priredili ameriški HBO, HBO Central Europe in srbski FOX.

## Igralska zasedba
- Igor Samobor (terapevt Roman)
- Jana Zupančič (Maša)
- Marko Mandić (Matej)
- Nika Manevski (Zarja)
- Maša Derganc (Dana)
- Dejan Spasič (Aleš)
- Silva Čušin (Ema)
- Nataša Burger (Majda)

## Nagrade
| Leto | Nominacija                                                                                 | Nagrada DA/NE |
| ---- | ------------------------------------------------------------------------------------------ | ------------- |
| 2011 | Nominacija za strokovni viktor za najboljšo igrano TV-oddajo ali TV-film                   | Da            |
| 2012 | Nominacija za strokovni viktor za najbolj obetavno medijsko osebnost (Nika Manevski, 2013) | Da            |